# 23 czerwca
23 czerwca jest 174. (w latach przestępnych 175.) dniem w kalendarzu gregoriańskim. Do końca roku pozostaje 191 dni.

## Święta
- Imieniny obchodzą: Agrypina, Albin, Anna, Arystokles, Atanazy, Edeltruda, Jan, Józef, Maria, Sydonia, Wanda, Zenon i Zenona.
- święto Jana, noc św. Jana, noc świętojańska w nocy z 23/24 czerwca (tradycyjna Noc Kupały zw. również nocą świętojańską, obchodzona jest w nocy z 21 na 22 czerwca):
  - Dania – Sankthans (Świętego Jana)
  - Litwa – Joninės (Dzień świętego Jana)
  - Łotwa – Līgo
  - Polska – pot. noc świętojańska, imprezy kulturalne nawiązujące do Nocy Kupały[1]
- Estonia – Dzień Zwycięstwa
- Luksemburg – Urodziny Wielkiego Księcia
- Międzynarodowe (ustawione przez Zgromadzenie Ogólne ONZ):
  - Dzień Służby Publicznej[2] (od 2002)
  - Międzynarodowy Dzień Wdów (od 2011)[3]
- Nikaragua, Uganda i Polska – Dzień Ojca
- Wspomnienia i święta w Kościele katolickim[4][5]:
  - Wigilia św. Jana (Noc Świętojańska), święto katolickie z 23 na 24 czerwca
  - św. Józef Cafasso (prezbiter)
  - bł. Maria Rafaela Cimatti (zakonnica)
  - św. Tomasz Garnet (jezuita)
  - Maria z Oignies (beginka)

## Wydarzenia w Polsce
- 1262 – Litwini zdobyli i spalili Jazdów. W walce zginął książę mazowiecki Siemowit I, a jego syn Konrad dostał się do niewoli.
- 1264 – Zwycięstwo wojsk polskich nad Jaćwingami w bitwie pod Brańskiem.
- 1758 – Stanisław Leszczyński nadał Uszaczowi prawo magdeburskie i herb miejski.
- 1764 – Zakończyły się obrady Sejmu konwokacyjnego, zwołanego w celu przygotowania elekcji Stanisława Augusta Poniatowskiego.
- 1767 – Zawiązała się Konfederacja radomska.
- 1771 – Konfederaci barscy rozbili wojska królewskie w bitwie pod Widawą.
- 1818 – W krypcie św. Leonarda na Wawelu odbył się ponowny pogrzeb Tadeusza Kościuszki.
- 1828 – Rozpoczęto budowę cytadeli Twierdzy Poznań.
- 1873 – W Gdańsku uruchomiono tramwaj konny.
- 1905 – Bojowiec PPS Stefan Aleksander Okrzeja został skazany przez sąd w Warszawie na karę śmierci.
- 1913 – Otwarto Muzeum Miejskie w Szczecinie.
- 1920 – Powstał pierwszy rząd Władysława Grabskiego.
- 1923 – Ustanowiono cywilne odznaczenie państwowe Krzyż Zasługi.
- 1929 – Reprezentacja Polski w hokeju na trawie mężczyzn przegrała w Poznaniu w swym pierwszym oficjalnym meczu z Czechosłowacją 0:4.
- 1936 – W nocy z 22 na 23 czerwca Myślenice zostały opanowane przez grupę około 70 członków Stronnictwa Narodowego z Krakowa pod wodzą Adama Doboszyńskiego. Po przecięciu linii telefonicznej i opanowaniu komisariatu policji napastnicy spalili szereg żydowskich sklepów w rynku i synagogę, a nad ranem wycofali się z miasta. W starciach ze ścigającą bojówkarzy policją i strażą graniczną zginęło dwóch z nich, a jeden został ranny.
- 1941:
  - Miał miejsce pierwszy sowiecki nalot bombowy na Warszawę.
  - W nocy z 23 na 24 czerwca funkcjonariusze NKWD rozpoczęli masakrę osób przetrzymywanych w więzieniach w Dubnie i Oszmianie oraz w areszcie w Sądowej Wiszni.
  - W więzieniu w Łucku funkcjonariusze NKWD zamordowali blisko 2 tys. Ukraińców i Polaków.
- 1942 – Podczas likwidacji szpitala psychiatrycznego w Kobierzynie Niemcy dokonali masowego zabójstwa i podstępnego wywiezienia pacjentów do obozu koncentracyjnego Auschwitz-Birkenau.
- 1943 – Na Zamojszczyźnie rozpoczął się drugi etap akcji wysiedleńczo-pacyfikacyjnej
- 1944:
  - 5. Wileńska Brygada AK, w odwecie za zabicie przez litewską policję 3 dni wcześniej 38 Polaków w Glinciszkach, dokonała masakry 27 osób w zamieszkanej głównie przez Litwinów wsi Dubinki.
  - Premier RP na Uchodźstwie Stanisław Mikołajczyk ostatecznie odrzucił ultimatum Józefa Stalina dotyczące „reorganizacji” władz polskich w Londynie, jako naruszające suwerenność państwa polskiego. Ultimatum przewidywało ustąpienie prezydenta RP Władysława Raczkiewicza, Naczelnego Wodza gen. Kazimierza Sosnkowskiego, ministra obrony gen. Mariana Kukiela i ministra informacji Stanisława Kota i publiczne zdystansowanie się rządu RP od obarczenia ZSRR zarzutem dokonania zbrodni katyńskiej.
  - Rozpoczęła się likwidacja getta łódzkiego.
- 1949:
  - Otwarto dworzec kolejowy Warszawa Śródmieście.
  - Premiera filmu Ulica Graniczna w reżyserii Aleksandra Forda.
  - Rozpoczęto budowę Nowej Huty.
- 1954 – Najwyższy Sąd Wojskowy uchylił wyrok śmierci wobec gen. Józefa Kuropieski, skazanego na podstawie fałszywych i spreparowanych oskażeń o szpiegostwo i przygotowywanie kontrrewolucyjnego spisku i przekazał sprawę do ponownego rozpatrzenia sądowi I instancji.
- 1956 – Zwodowano trałowiec bazowy ORP „Żubr”.
- 1957 – Telewizja Polska wyemitowała premierowe wydanie programu dla dzieci Miś z okienka.
- 1958 – Dokonano oblotu samolotu szkolno-treningowego PZL M-2.
- 1961 – W Kazimierzu Dolnym utopiło się w Wiśle 13 uczniów ze szkoły podstawowej z Lublina.
- 1966 – Założono klub rugby Ogniwo Sopot.
- 1970 – PRL i RFN zawarły układ o obrocie towarowym i współpracy gospodarczej.
- 1971 – Sejm PRL przyjął ustawę o przejściu na osoby prawne Kościoła Rzymskokatolickiego oraz innych kościołów i związków wyznaniowych własności niektórych nieruchomości położonych na Ziemiach Zachodnich i Północnych.
- 1976 – Oddano do użytku RTCN Kosztowy.
- 1980 – Premiera filmu wojennego Olimpiada ’40 w reżyserii Andrzeja Kotkowskiego.
- 1983 – Zakończyła się II pielgrzymka papieża Jana Pawła II do Polski.
- 1992 – Polska i Białoruś zawarły traktat o dobrym sąsiedztwie i przyjaznej współpracy.
- 1997 – Na antenie TVP1 wyemitowano w ramach konkursu na telenowelę pierwszy odcinek serialu Złotopolscy w reżyserii Janusza Zaorskiego.
- 2000:
  - 4 osoby zginęły w wyniku zamachu bombowego w klubie nocnym w Nowym Dworze Mazowieckim.
  - We Wrocławiu odsłonięto kolumnę Chrystusa Króla Wszechświata.
- 2002 – Podczas przepompowywania ropy naftowej w punkcie przeładunkowym w Chałupkach Medyckich na granicy z Ukrainą doszło do pożaru i eksplozji 5 cystern, w wyniku czego zginęła jedna osoba, a 3 zostały ranne.
- 2006:
  - Premiera filmu animowanego Kajko i Kokosz.
  - Premier RP Kazimierz Marcinkiewicz ogłosił dymisję wicepremier i minister finansów Zyty Gilowskiej.
- 2013 – Kopalnia soli w Bochni została wpisana na listę światowego dziedzictwa UNESCO.
- 2015 – Radosław Sikorski ustąpił ze stanowiska marszałka Sejmu RP.

## Wydarzenia na świecie

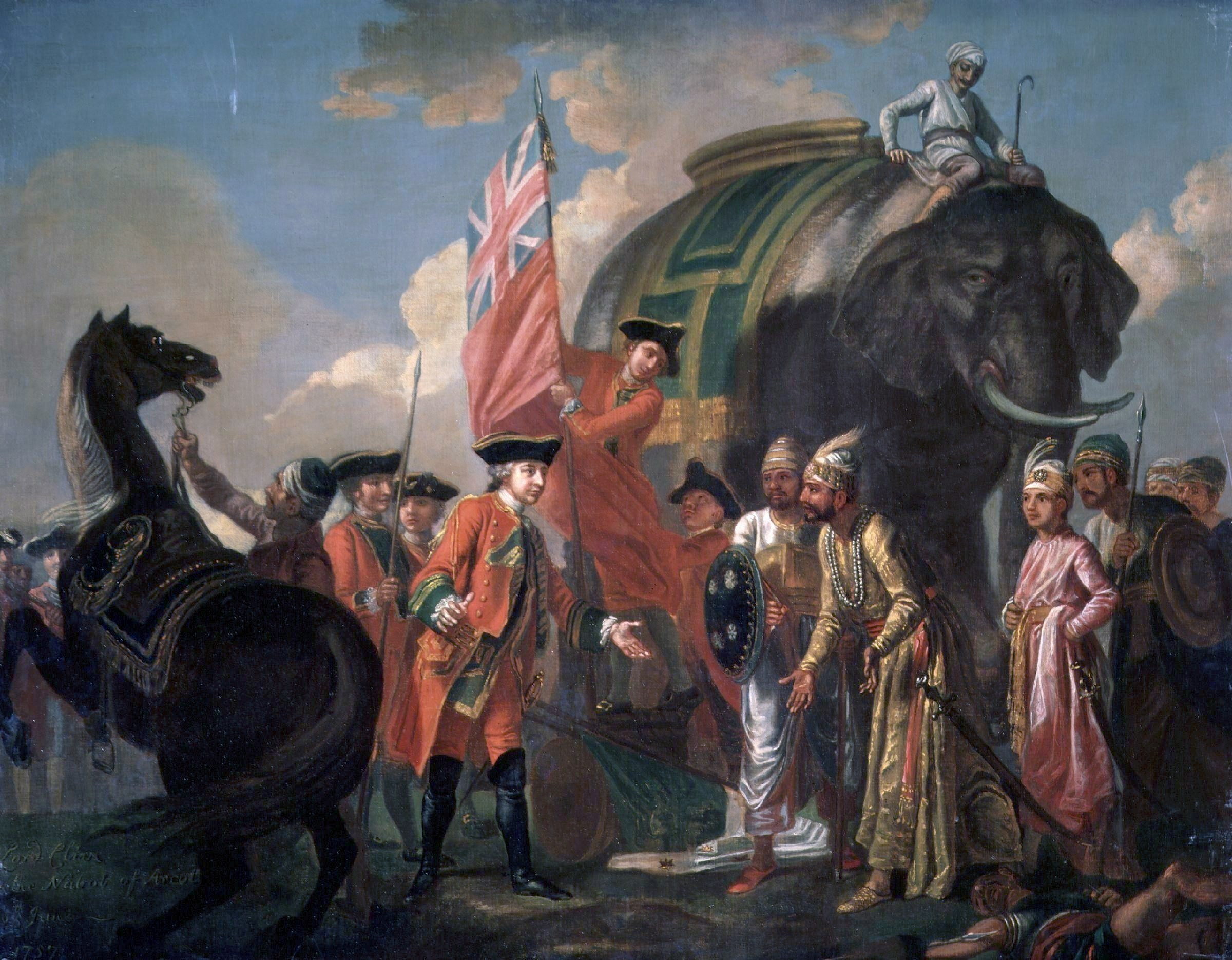
Lord Clive na spotkaniu z Mir Jafarem po bitwie pod Palasi – obraz z 1762

- 229 – Sun Quan ogłosił się cesarzem wschodniego Wu.
- 1101 – Krucjata 1101 roku: krzyżowcy zdobyli Ankarę i przekazali ją władzom bizantyńskim.
- 1180 – Wojna Gempei w Japonii: stoczono I bitwę nad rzeką Uji.
- 1197 – Władysław III Henryk został księciem Czech.
- 1266 – Zwycięstwo floty weneckiej nad genueńską w bitwie koło Trapani.
- 1305 – Hrabia Robert III Flandryjski podpisał we francuskiej niewoli traktat z Athis-sur-Ogne, na mocy którego w zamian za ustępstwa terytorialne odzyskał wolność.
- 1314 – I wojna o niepodległość Szkocji: rozpoczęła się bitwa pod Bannockburn.
- 1553 – W Wiedniu zawarto układ małżeński między królem Polski i wielkim księciem litewskim Zygmuntem II Augustem a jego trzecią żoną Katarzyną Habsburżanką.
- 1565 – Korsarz i admirał floty osmańskiej Turgut zmarł w wyniku ran odniesionych w czasie wielkiego oblężenia Malty.
- 1585 – Wojna osiemdziesięcioletnia: zwycięstwo wojsk hiszpańskich nad holenderskimi w bitwie pod Amerongen.
- 1593 – Elektor Palatynatu Reńskiego Fryderyk IV poślubił Luizę Juliannę Orańską.
- 1601 – II wojna polsko-szwedzka: zwycięstwo wojsk polskich w bitwie pod Kokenhausen.
- 1606 – Podpisano traktat pokojowy w Wiedniu kończący antyhabsburskie powstanie Bocskaya na Węgrzech.
- 1611 – Jan Jerzy I Wettyn został księciem elektorem Saksonii.
- 1650 – Angielska wojna domowa: po podpisaniu 1 maja na wygnaniu traktatu w Bredzie król „de iure” Anglii i Szkocji Karol II Stuart wylądował w Szkocji i natychmiast ogłosił zniesienie anglikanizmu w tym kraju.
- 1661 – Portugalia przekazała Anglii Bombaj i Tanger jako posag poślubionej przez króla Karola II Stuarta księżniczki Katarzyny, siostry króla Alfonsa VI.
- 1724 – Imperium Osmańskie i Rosja zawarły w Konstantynopolu układ wyznaczający strefy ich wpływów.
- 1754 – Gian Giacomo Veneroso został dożą Genui.
- 1757 – Wojska brytyjskie rozbiły armię hinduską w bitwie pod Palasi
- 1758 – Wojna siedmioletnia: zwycięstwo wojsk hesko-hanowersko-brunszwickich nad francuskimi w bitwie pod Krefeld.
- 1760 – Wojna siedmioletnia: zwycięstwo wojsk austriackich nad pruskimi w bitwie pod Landeshut.
- 1780 – Amerykańska wojna o niepodległość: zwycięstwo wojsk amerykańskich nad brytyjskimi w bitwie pod Springfield.
- 1795 – I koalicja antyfrancuska: zwycięstwo floty brytyjskiej nad francuską w bitwie pod Groix; początek bitwy pod Quiberon.
- 1823 – Antonio José de Sucre został prezydentem Peru.
- 1868 – Amerykanin Christopher Sholes opatentował pierwszą zdatną do wykorzystania praktycznego maszynę do pisania.
- 1894 – W Paryżu powołano Międzynarodowy Komitet Olimpijski (MKOl).
- 1900 – Powstanie bokserów: część ogromnej biblioteki Akademii Hanlin w Pekinie została zniszczona przez pożar wzniecony przez powstańców, którzy usiłowali podpalić pobliską dzielnicę dyplomatyczną.
- 1903 – Niemiecki astronom Max Wolff odkrył planetoidę (512) Taurinensis.
- 1905 – Po raz pierwszy wzbił się w powietrze samolot Flyer III konstrukcji braci Wright.
- 1913 – II wojna bałkańska: zwycięstwo wojsk greckich nad bułgarskimi w bitwie nad jeziorem Dojran.
- 1914 – Rewolucja meksykańska: zwycięstwo rebeliantów w bitwie pod Zacatecas.
- 1915 – I wojna światowa: rozpoczęła się I bitwa nad Isonzo.
- 1917:
  - Ukraińska Centralna Rada wydała swój I Uniwersał, w którym proklamowano autonomię Ukrainy w ramach państwa rosyjskiego oraz utworzono rząd autonomiczny – Sekretariat Generalny.
  - W Cesarstwie Austriackim powstał rząd Ernsta Seidlera.
- 1918 – I wojna światowa: zwycięstwem wojsk alianckich zakończyła się bitwa nad Piawą.
- 1919:
  - Francesco Saverio Nitti został premierem Włoch.
  - Wojna estońsko-bolszewicka: wojska estońskie starły się z niemiecką Landwehrą pod Cēsis. Rocznica bitwy obchodzona jest w Estonii jako Dzień Zwycięstwa.
  - Zakończyły się trzydniowe, jedyne wybory parlamentarne w historii Demokratycznej Republice Armenii. Zwycięstwo odniosła Armeńska Federacja Rewolucyjna, która zdobyła 72 z 80 mandatów.
- 1924 – Dokonano oblotu niemieckiego samolotu pasażerskiego Focke-Wulf A 16.
- 1925:
  - Dokonano pierwszego wejścia na wierzchołek najwyższej góry Kanady Logan (5966 m) na terytorium Jukonu.
  - W ZSRR ustanowiono Nagrodę Leninowską.
- 1930 – W USA utworzono Federalną Komisję Energetyczną (FPC).
- 1937 – W ramach Hiszpańskiej Armii Ludowej utworzono 150. Brygadę Międzynarodową im. Jarosława Dąbrowskiego.
- 1939:
  - Francja i Turcja zawarły porozumienie o przyłączeniu do Turcji Państwa Hatay.
  - Węgierski parlament formalnie zatwierdził aneksję Zakarpacia.
- 1940:
  - Adolf Hitler przybył do zdobytego Paryża.
  - Na Morzu Czerwonym spłonął niszczyciel HMS „Khartoum”, w wyniku czego zginął jeden członek załogi, a trzech zostało rannych. Okręt został następnie uznany za nienadający się do remontu i skreślony z listy floty.
- 1941:
  - Dzień po napaści Niemiec na ZSRR decyzją Rady Komisarzy Ludowych i KC Wszechzwiązkowej Komunistycznej Partii (bolszewików) została utworzona Stawka Najwyższego Naczelnego Dowództwa na czele ludowym komisarzem obrony marszałkiem Siemionem Timoszenką.
  - Słowacja wypowiedziała wojnę ZSRR.
- 1942 – W pracującym nad stworzeniem niemieckiej bomby atomowej laboratorium w Lipsku doszło do pożaru i eksplozji eksperymentalnego reaktora jądrowego, w wyniku czego omal nie zginęli noblista Werner Heisenberg i jego asystent Robert Döpel.
- 1943 – Wojna na Pacyfiku: zwycięstwem wojsk alianckich zakończyła się bitwa pod Lababia Ridge na Nowej Gwinei (20-23 czerwca).
- 1950:
  - 58 osób zginęło w katastrofie lotu Northwest Orient Airlines 2501 na Jeziorze Michigan.
  - Premiera westernu Jim Ringo w reżyserii Henry’ego Kinga.
- 1951 – Zwodowano amerykański statek pasażerski „United States”.
- 1956:
  - Gamal Abdel Naser został prezydentem Egiptu.
  - W Egipcie kobiety uzyskały czynne i bierne prawa wyborcze.
- 1959:
  - Radziecki szpieg atomowy Klaus Fuchs został zwolniony z brytyjskiego więzienia.
  - Seán Lemass został premierem Irlandii.
- 1961 – Wszedł w życie Układ Antarktyczny.
- 1965 – Na polu golfowym w hrabstwie Butler w Pensylwanii w wyniku uderzenia pioruna w altanę w której schronili się przed deszczem zginęło 4 golfistów, a 6 odniosło obrażenia.
- 1966 – Ukazał się ostatni (pośmiertny) zbiór opowiadań Iana Fleminga Ośmiorniczka o przygodach Jamesa Bonda.
- 1967 – 34 osoby zginęły w katastrofie należącego do Mohawk Airlines samolotu BAC One-Eleven w Blossburgu w Pensylwanii.
- 1968 – 74 osoby zostały stratowane, a 150 odniosło rany przy bramie wyjściowej na jednym ze stadionów w Buenos Aires.
- 1969 – W wyniku zderzenia samolotów pasażerskich An-12 i Ił-14 nad obwodem kałuskim w zachodniej Rosji zginęło wszystkich 120 osób (96+24) na pokładach.
- 1970 – Premiera komedii wojennej Złoto dla zuchwałych w reżyserii Briana G. Huttona.
- 1974:
  - Na X Mistrzostwach Świata w Piłce Nożnej w RFN Polska, mająca już zapewniony awans do II rundy, pokonała w trzecim meczu grupowym Włochy 2:1.
  - Rudolf Kirchschläger wygrał przedterminowe wybory prezydenckie w Austrii.
- 1979 – W Bonn została przyjęta Konwencja o ochronie wędrownych gatunków dzikich zwierząt.
- 1980 – Wojna kambodżańsko-wietnamska: stoczono bitwę o Non Mak Mun.
- 1985 – 329 osób zginęło po wybuchu bomby na pokładzie indyjskiego Boeinga 747 u wybrzeży Irlandii.
- 1986:
  - Wanda Rutkiewicz dokonała pierwszego polskiego i kobiecego wejścia na szczyt drugiej najwyższej góry świata K2 w paśmie Karakorum.
  - 5 polskich robotników zginęło wskutek pożaru budowanego komina w Kombinacie Metali Kolorowych w bułgarskim Srednogorie. 3 kolejnych zmarło wkrótce potem z powodu oparzeń.
- 1990 – Parlament Mołdawii uchwalił deklarację suwerenności republiki.
- 1992 – W Izraelu odbyły się wybory do Knesetu.
- 1994:
  - Dokonano oblotu samolotu pasażersko-towarowego An-38.
  - Na Białorusi odbyła się I tura pierwszych i jedynych dotąd wolnych wyborów prezydenckich. Do II tury przeszli: Alaksandr Łukaszenka (44,8%) i Wiaczasłau Kiebicz (17,3%).
  - Rozpoczęła się francuska interwencja wojskowa we Rwandzie.
- 1997 – Japoński podróżnik Mitsuro Oba pierwszy na świecie samotnie przeszedł na nartach przez zamarznięty Ocean Arktyczny.
- 1998:
  - W Bangladeszu otwarto najdłuższy w kraju (4,8 km) most drogowo-kolejowy Dźomuna Szetu.
  - Znany ze spektakularnych ucieczek z zakładów karnych recydywista Jiří Kajínek został skazany przez sąd w czeskim Pilźnie na dożywotnie pozbawienie wolności za zabójstwo na zlecenie przedsiębiorcy i jego ochroniarza oraz usiłowanie zabójstwa drugiego ochroniarza.
- 2000 – Został podpisany Układ z Kotonu pomiędzy Wspólnotami Europejskimi i 77 krajami Afryki, Karaibów i Pacyfiku.
- 2001 – Papież Jan Paweł II rozpoczął wizytę na Ukrainie.
- 2003 – Założono niepubliczny Uniwersytet Kambodży w Phnom Penh.
- 2004 – W Baranowiczach na Białorusi założono Baranowicki Uniwersytet Państwowy.
- 2005 – 6 amerykańskich żołnierzy zginęło, a 14 zostało rannych w wyniku wybuchu samochodu-pułapki w irackiej Al-Falludży.
- 2006 – W należącym do Steve’a Irwina Australia Zoo w Queensland padła w wieku ponad 170 lat samica żółwia słoniowego o imieniu Harriet, przywieziona przez Charlesa Darwina z Wysp Galapagos.
- 2008 – Ahmad Ujahja został premierem Algierii.
- 2010 – Prezydent USA Barack Obama zwolnił ze stanowiska za niesubordynację dowódcę wojsk USA i NATO w Afganistanie gen. Stanleya McChrystala. Jego następcą mianował gen. Davida Petraeusa.
- 2012 – W Dublinie odbył się ostatni koncert irlandzkiego boys bandu Westlife.
- 2013 – W nocy z 22 na 23 czerwca grupa uzbrojonych terrorystów, przebranych w wojskowe mundury zabiła 11 wspinaczy w bazie na wysokości 4200 m n.p.m. na ośmiotysięczniku Nanga Parbat w Himalajach. Zginęło trzech Ukraińców, dwóch Słowaków, dwóch Chińczyków, Amerykanin, Litwin, Pakistańczyk i Nepalczyk, a jeden Chińczyk zdołał uciec i wezwać pomoc.
- 2014 – José Mário Vaz został prezydentem Gwinei Bissau.
- 2016:
  - 23 osoby zginęły w wyniku powodzi błyskawicznej, która nawiedziła amerykański stan Wirginia Zachodnia.
  - Francisco Pascual Obama Asue został premierem Gwinei Równikowej.
  - Obywatele Wielkiej Brytanii opowiedzieli się w referendum za wystąpieniem z Unii Europejskiej.
  - Prezydent Kolumbii Juan Manuel Santos i dowódca lewicowej partyzantki FARC Timoleón Jiménez podpisali w Hawanie porozumienie kończące wojnę domową, w czasie której w ciągu 52 lat zginęło ponad 220 tys. osób.
- 2020 – Alain-Guillaume Bunyoni został premierem Burundi.
- 2023 – Inwazja Rosji na Ukrainę: wybuchł krótkotrwały bunt Grupy Wagnera z Jewgienijem Prigożynem na czele.

## Urodzili się
- 47 p.n.e. – Cezarion, syn Gajusza Juliusza Cezara i Kleopatry VII (zm. 30 p.n.e.)
- 1150 – Jan de Matha, francuski zakonnik, święty (zm. 1213)
- 1433 – Franciszek II, książę Bretanii (zm. 1488)
- 1456 – Małgorzata Duńska, królowa Szkocji (zm. 1486)
- 1489 – Karol II Jan Amadeusz, książę Sabaudii (zm. 1496)
- 1490 – Lorenzo Lotti, włoski rzeźbiarz, architekt, złotnik (zm. 1541)
- 1501 – Perin del Vaga, włoski malarz (zm. 1547)
- 1534 – Nobunaga Oda, japoński daimyō (zm. 1582)
- 1596 – Johan Banér, szwedzki feldmarszałek (zm. 1641)
- 1601 – Anna Maria, hrabianka Fryzji Wschodniej, księżna Meklemburgii-Schwerin (zm. 1634)
- 1612:
  - Justus Georg Schottelius, niemiecki poeta (zm. 1676)
  - André Tacquet, flamandzki jezuita, matematyk (zm. 1660)
- 1619 – Domenico Falce, włoski malarz (zm. 1697)
- 1626 – Karl Franz Neander von Petersheide, niemiecki duchowny katolicki, biskup pomocniczy wrocławski (zm. 1693)
- 1639 – Nicolas de La Mare, francuski prawnik, publicysta (zm. 1723)
- 1654:
  - Grzegorz Antoni Ogiński, hetman wielki litewski, hetman polny litewski, polityk, członek konfederacji olkienickiej (zm. 1709)
  - Zofia Sachsen-Weißenfels, księżna Anhaltu-Zerbst (zm. 1724)
- 1668:
  - Louis François Marie Le Tellier, francuski dowódca wojskowy, polityk, minister wojny (zm. 1701)
  - Giambattista Vico, włoski filozof, historiozof (zm. 1744)
- 1675 – Louis de Silvestre, francuski malarz (zm. 1760)
- 1685 – Antonio Bernacchi, włoski śpiewak (kastrat), kompozytor (zm. 1756)
- 1696 – Francesco Croce, włoski architekt (zm. 1773)
- 1703 – Maria Leszczyńska, królewna polska, królowa Francji (zm. 1768)
- 1711 – Giovanni Battista Guadagnini, włoski lutnik (zm. 1786)
- 1735 – Jean-Baptiste-René Robinet, francuski jezuita, filozof (zm. 1820)
- 1750 – Déodat Gratet de Dolomieu, francuski geolog, wulkanolog (zm. 1801)
- 1753 – Juan Antonio Zulaibar, hiszpański duchowny katolicki, arcybiskup Manili (zm. 1824)
- 1763 – Józefina, cesarzowa Francuzów (zm. 1814)
- 1764 – Gabriel-Marie Legouvé, francuski poeta (zm. 1812)
- 1772 – Cristóbal Mendoza, wenezuelski prawnik, polityk, pierwszy prezydent Wenezueli (zm. 1829)
- 1777:
  - Józef Oleszkiewicz, polski malarz, wolnomularz, mistyk (zm. 1830)
  - Jan Nepomucen Sułkowski, polski dowódca wojskowy, książę bielski (zm. 1832)
- 1792 – Piotr Wiaziemski, rosyjski książę, poeta, krytyk literacki (zm. 1878)
- 1794 – Louis Petitot, francuski rzeźbiarz (zm. 1862)
- 1800 – Karol Marcinkowski, polski lekarz, filantrop, działacz społeczny (zm. 1846)
- 1804:
  - August Borsig, niemiecki przemysłowiec (zm. 1854)
  - Giovanni Durando, włoski generał, polityk (zm. 1869)
- 1807:
  - Richard Johns Bowie, amerykański prawnik, polityk (zm. 1881)
  - Ferdinand von Quast, niemiecki architekt, konserwator zabytków (zm. 1877)
  - Théophile Thoré-Burger, francusku krytyk i historyk sztuki, kolekcjoner, publicysta, adwokat (zm. 1869)
- 1810 – Fanny Elssler, austriacka tancerka (zm. 1884)
- 1811 – Jan Rymarkiewicz, polski nauczyciel, historyk, polonista, działacz oświatowy (zm. 1889)
- 1814 – Wiktor Osławski, polski mecenas nauki i sztuki, kolekcjoner, filantrop, uczestnik powstania listopadowego, emigrant (zm. 1893)
- 1815 – Robert Milligan McLane, amerykański polityk, dyplomata (zm. 1898)
- 1817 – Ludwik Brisson, francuski duchowny katolicki, błogosławiony (zm. 1908)
- 1824 – Carl Reinecke, niemiecki kompozytor, pianista, dyrygent, pedagog (zm. 1910)
- 1835:
  - Mottrom Dulany Ball, amerykański oficer konfederacki, prawnik, wydawca, urzędnik państwowy (zm. 1887)
  - Helena Guerra, włoska zakonnica, błogosławiona (zm. 1914)
- 1836 – Anna Louisa Walker, brytyjsko-kanadyjska poetka (zm. 1907)
- 1837 – Ernest Guiraud, francuski kompozytor (zm. 1892)
- 1838 – Władysław Mickiewicz, polski księgarz, bibliotekarz, publicysta, syn Adama (zm. 1926)
- 1839 – Emilian Adamiuk, rosyjski okulista pochodzenia białoruskiego (zm. 1906)
- 1840 – Hermann Wagner, niemiecki geograf, kartograf (zm. 1929)
- 1841 – Wilhelm Heinrich Waagen, niemiecki geolog, paleontolog (zm. 1900)
- 1843 – Otto Kuntze, niemiecki botanik, mykolog (zm. 1907)
- 1846:
  - Oskar Callier, polski filolog, nauczyciel gimnazjalny i akademicki, uczestnik powstania styczniowego (zm. 1929)
  - Gaston Maspero, francuski archeolog, egiptolog pochodzenia włoskiego (zm. 1916)
- 1849 – Ludwik Coccapani, włoski zakonnik, Sługa Boży (zm. 1931)
- 1850 – Johannes Baptist Rößler, austriacki duchowny katolicki, biskup St. Pölten (zm. 1927)
- 1858 – August Menken, niemiecki architekt (zm. 1903)
- 1859:
  - Alfred William Alcock, brytyjski lekarz, zoolog (zm. 1933)
  - Édouard Michelin, francuski przemysłowiec, wynalazca (zm. 1940)
- 1860:
  - Jan Brandt, polski ludoznawca, regionalista, kolekcjoner, polityk narodowy i chłopski (zm. 1911)
  - Albert Giraud, belgijski poeta (zm. 1929)
  - Maksymilian Malinowski, polski działacz ludowy i spółdzielczy, polityk, poseł na Sejm i senator RP (zm. 1948)
  - José María Vargas Vila, kolumbijski pisarz (zm. 1933)
- 1862:
  - Dionisio Baixeras Verdaguer, hiszpański malarz, rysownik (zm. 1943)
  - Maria de la Paz Burbon, infantka hiszpańska, księżna bawarska (zm. 1946)
- 1864 – Jan Mrozowski, polski prawnik, sędzia i prezes Sądu Najwyższego (zm. 1937)
- 1865:
  - William Joynson-Hicks, brytyjski arystokrata, polityk (zm. 1932)
  - Hugh Ker, szkocki rugbysta (zm. 1938)
- 1866:
  - José María Caro Rodríguez, chilijski duchowny katolicki, arcybiskup metropolita Santiago, kardynał (zm. 1958)
  - Jan Fruziński, polski cukiernik (zm. 1921)
- 1870:
  - Władysław Jung, polski generał dywizji (zm. 1940)
  - William Robinson, brytyjski pływak (zm. 1940)
- 1872:
  - Jan Albrecht, polski duchowny katolicki, polityk, senator RP, działacz społeczny, publicysta (zm. 1929)
  - Alojzy Orione, włoski duchowny katolicki, założyciel zgromadzenia orionistów, święty (zm. 1940)
- 1875 – Carl Milles, szwedzki rzeźbiarz (zm. 1955)
- 1876 – Christian Jebe, norweski żeglarz sportowy (zm. 1946)
- 1879 – Huda Szarawi, egipska działaczka niepodległościowa, polityczna i społeczna (zm. 1947)
- 1884 – Werner Krauss, niemiecki aktor (zm. 1959)
- 1885 – Juliusz Osterwa, polski aktor, reżyser teatralny (zm. 1947)
- 1888 – Marian Rentgen-Güntner, polski porucznik rezerwy służby zdrowia, piosenkarz, aktor, artysta, farmaceuta (zm. 1940)
- 1889 – Anna Achmatowa, rosyjska poetka (zm. 1966)
- 1890 – Zofia Tajber, polska zakonnica, Służebnica Boża (zm. 1963)
- 1891:
  - Ryūsei Kishida, japoński malarz (zm. 1929)
  - Vladislav Vančura, czeski pisarz, reżyser filmowy (zm. 1942)
- 1892:
  - Mieczysław Horszowski, polski pianista (zm. 1993)
  - Abel Kiviat, amerykański lekkoatleta, średniodystansowiec pochodzenia żydowskiego (zm. 1991)
  - João de Souza Mendes, brazylijski lekarz, szachista (zm. 1969)
- 1893 – Tadeusz Leon Morawski, polski polityk, poseł na Sejm RP (zm. 1974)
- 1894:
  - Edward VIII Windsor, król Wielkiej Brytanii i cesarz Indii (zm. 1972)
  - Alfred Kinsey, amerykański seksuolog (zm. 1956)
- 1895 – Gertruda Konatkowska, polska pianistka, pedagog (zm. 1966)
- 1896:
  - Henry Brask Andersen, duński kolarz torowy (zm. 1970)
  - Robert Johnsen, duński gimnastyk (zm. 1975)
  - Stanisław Olewiński, polski ziemianin, polityk, poseł na Sejm RP (zm. po 1939)
  - Ferdynand Zweig, polski ekonomista, socjolog pochodzenia żydowskiego (zm. 1988)
- 1897:
  - Witold Gieras, polski piłkarz (zm. 1985)
  - Winifred Wagner, niemiecka reżyserka teatralna pochodzenia brytyjskiego (zm. 1980)
- 1899 – Clarence Hammar, szwedzki żeglarz sportowy (zm. 1989)
- 1900 – Kazimierz Gluziński, polski działacz narodowy (zm. 1969)
- 1901:
  - Oskar Dinort, niemiecki generał major, pilot wojskowy i sportowy (zm. 1965)
  - Elijjahu-Mosze Ganchowski, izraelski polityk (zm. 1971)
  - Otto Heckmann, niemiecki astronom (zm. 1983)
  - Richard Ripley, brytyjski lekkoatleta, sprinter (zm. 1996)
  - Jan Stąpór, polski kanonier (zm. 1920)
  - Ahmet Hamdi Tanpınar, turecki pisarz, polityk (zm. 1962)
- 1902 – Ludwik Cohn, polski adwokat, radca prawny, działacz socjalistyczny pochodzenia żydowskiego (zm. 1981)
- 1903:
  - Anna Kalenkiewicz-Mirowiczowa, polska historyk (zm. 1967)
  - Janina Sztompka-Grabowska, polska dziennikarka radiowa (zm. 1939)
  - Jan Walas, polski biolog, wykładowca akademicki (zm. 1991)
- 1904:
  - Carleton Coon, amerykański antropolog fizyczny (zm. 1981)
  - Otto Polacsek, austriacki łyżwiarz szybki (zm. ?)
  - Jan Żołna-Manugiewicz, polski etnograf, etnolog, muzeolog (zm. 1988)
- 1905 (lub 1906) – Mary Livingstone, amerykańska aktorka (zm. 1983)
- 1906:
  - Wolfgang Koeppen, niemiecki pisarz (zm. 1996)
  - Rolf Singer, niemiecki mykolog (zm. 1994)
- 1907 – James Meade, brytyjski ekonomista, laureat Nagrody Banku Szwecji im. Alfreda Nobla w dziedzinie ekonomii (zm. 1995)
- 1908:
  - Jakub Burbon, książę Segowii i Andegawenii, legitymistyczny pretendent do tronu Francji (zm. 1975)
  - Karl Warner, amerykański lekkoatleta, sprinter (zm. 1995)
- 1909:
  - Roberto Battaglia, włoski szpadzista (zm. 1986)
  - Tadeusz Kalinowski, polski malarz, scenograf, grafik (zm. 1997)
  - Li Xiannian, chiński polityk, przewodniczący ChRL (zm. 1992)
- 1910:
  - Jean Anouilh, francuski dramaturg, reżyser teatralny (zm. 1987)
  - Helena Chaniecka, polska aktorka (zm. 1971)
  - Gordon B. Hinckley, amerykański duchowny Kościoła Jezusa Chrystusa Świętych w Dniach Ostatnich (zm. 2008)
  - Milt Hinton, amerykański kontrabasista jazzowy, fotograf (zm. 2000)
  - Jan Piotr Stępień, polski duchowny katolicki, biblista (zm. 1995)
  - Ted Tinling, brytyjski tenisista, działacz tenisowy, projektant mody (zm. 1990)
- 1911:
  - Nikołaj Kuzniecow, rosyjski konstruktor silników lotniczych i rakietowych (zm. 1995)
  - David Ogilvy, brytyjski przedsiębiorca, copywriter (zm. 1999)
- 1912:
  - Karol Borhy, słowacki trener piłkarski (zm. 1997)
  - Alan Turing, brytyjski matematyk, konstruktor maszyn deszyfrujących, twórca informatyki (zm. 1954)
- 1913:
  - Thomas W. Blackburn, amerykański pisarz, scenarzysta filmowy, autor tekstów piosenek (zm. 1992)
  - Sverre Hansen, norweski piłkarz (zm. 1974)
  - Rolf Mützelburg, niemiecki oficer Kriegsmarine, dowódca okrętów podwodnych (zm. 1942)
  - Lillian Palmer, kanadyjska lekkoatletka, sprinterka (zm. 2001)
  - William P. Rogers, amerykański polityk (zm. 2001)
- 1914:
  - John Kent, kanadyjski pilot wojskowy, as myśliwski (zm. 1985)
  - Luis Ignacio de la Vega, meksykański koszykarz (zm. 1974)
- 1915:
  - Anna Andriejewa, radziecka lekkoatletka, kulomiotka (zm. 1997)
  - Włodzimierz Gedymin, polski pułkownik pilot, żołnierz AK (zm. 2012)
  - Jerzy Urbankiewicz, polski pisarz, dziennikarz, żołnierz AK (zm. 2004)
- 1916:
  - Jan Cybulski, polski podporucznik obserwator (zm. 1939)
  - Leslie Thorne, brytyjski kierowca wyścigowy (zm. 1993)
  - Ernest Wilimowski, polsko-niemiecki piłkarz (zm. 1997)
- 1918:
  - Mieczysław Piprek, polski architekt (zm. 2012)
  - Karyna Wierzbicka-Michalska, polska historyk teatru (zm. 2012)
- 1919:
  - Mohamed Boudiaf, algierski polityk, prezydent Algierii (zm. 1992)
  - Åke Fridell, szwedzki aktor (zm. 1985)
- 1920 – Siergiej Goriełow, radziecki generał pułkownik lotnictwa, as myśliwski, polityk (zm. 2009)
- 1921:
  - Adam Dąbrowski, polski podporucznik, cichociemny, uczestnik powstania warszawskiego (zm. 1944)
  - Josefine Kohl, niemiecka lekkoatletka, sprinterka (zm. 2012)
- 1922:
  - Jan Charytański, polski duchowny katolicki, teolog (zm. 2009)
  - Władysław Strumski, polski pisarz (zm. 1990)
- 1923:
  - Jerzy Lutowski, polski pisarz, scenarzysta filmowy (zm. 1985)
  - Heinrich Severloh, niemiecki żołnierz (zm. 2006)
- 1924:
  - Barbara Hulanicka, polska artystka plastyk, projektantka tkanin artystycznych (zm. 2012)
  - Ranasinghe Premadasa, lankijski polityk, premier i prezydent Sri Lanki (zm. 1993)
- 1925:
  - John Shepherd-Barron, szkocki wynalazca (zm. 2010)
  - Eugeniusz Skrzymowski, polski inżynier, konstruktor (zm. 2019)
  - Oliver Smithies, amerykański genetyk pochodzenia brytyjskiego, laureat Nagrody Nobla (zm. 2017)
- 1926 – Sandy Saddler, amerykański bokser (zm. 2001)
- 1927:
  - Bob Fosse, amerykański reżyser filmowy (zm. 1987)
  - Cezary Julski, polski aktor (zm. 1997)
  - Stefan Matyjaszkiewicz, polski operator filmowy (zm. 1988)
- 1928:
  - Jan Jargoń, polski organista, kompozytor (zm. 1995)
  - Miłosław Kołodziejczyk, polski duchowny katolicki, biskup pomocniczy częstochowski (zm. 1994)
- 1929:
  - June Carter Cash, amerykańska piosenkarka country, kompozytorka (zm. 2003)
  - Mario Ghella, włoski kolarz torowy (zm. 2020)
  - Claude Goretta, szwajcarski reżyser i scenarzysta filmowy (zm. 2019)
  - Jan Hertl, czeski piłkarz (zm. 1996)
- 1930:
  - Walter Dukes, amerykański koszykarz (zm. 2001)
  - Donn Eisele, amerykański pułkownik lotnictwa, astronauta (zm. 1987)
  - James Ingo Freed, amerykański architekt (zm. 2005)
  - Mohamed Mehdi Yaghoubi, irański zapaśnik (zm. 2021)
  - Elza Soares, brazylijska piosenkarka (zm. 2022)
- 1931:
  - Arie van Deursen, holenderski historyk, pisarz, wykładowca akademicki (zm. 2011)
  - Juan de Dios Caballero Reyes, meksykański duchowny katolicki, biskup pomocniczy Durango
  - Hryhorij Kochan, ukraiński reżyser filmowy (zm. 2014)
  - Danuta Molenda, polska historyk, archeolog, wykładowczyni akademicka (zm. 2004)
  - Ola Ullsten, szwedzki polityk, premier Szwecji (zm. 2018)
  - Juan Edmundo Vecchi, argentyński duchowny katolicki, generał zakonu salezjanów (zm. 2002)
- 1932:
  - Pierre Bernard, francuski piłkarz, bramkarz (zm. 2014)
  - Zbigniew Dworecki, polski historyk, wykładowca akademicki (zm. 2021)
  - Aleksandr Fiedotow, radziecki generał major lotnictwa (zm. 1984)
  - William Odom, amerykański generał, oficer służb specjalnych, dyplomata (zm. 2008)
- 1933:
  - Norbert Honsza, polski germanista, kulturoznawca (zm. 2020)
  - Andrzej Trzos-Rastawiecki, polski reżyser i scenarzysta filmowy (zm. 2019)
- 1934:
  - Oscar Martín, argentyński piłkarz (zm. 2018)
  - Marian Sołtysiak, polski historyk sztuki, doktor nauk humanistycznych, muzealnik, działacz społeczny (zm. 2016)
- 1935:
  - Keith Burkinshaw, angielski piłkarz, trener
  - Luis Morgan Casey, amerykański duchowny katolicki, biskup pomocniczy La Paz, wikariusz apostolski Pando (zm. 2022)
  - Imre Farkas, węgierski kajakarz (zm. 2020)
  - György Kárpáti, węgierski piłkarz wodny (zm. 2020)
  - Günter Lörke, niemiecki kolarz szosowy
  - John Mortimer Smith, amerykański duchowny katolicki, biskup Trenton (zm. 2019)
  - Aleksandra Mróz, polska pływaczka (zm. 2015)
- 1936:
  - Richard Bach, amerykański filozof, pisarz, publicysta
  - Paolo Barison, włoski piłkarz, trener (zm. 1979)
  - Andrzej Kalwas, polski prawnik, radca prawny, polityk, minister sprawiedliwości i prokurator generalny
  - Kostas Simitis, grecki prawnik, nauczyciel akademicki, polityk, premier Grecji (zm. 2025)
  - Jan Świtka, polski prawnik, polityk, poseł na Sejm RP
- 1937:
  - Martti Ahtisaari, fiński polityk, dyplomata, prezydent Finlandii, laureat Pokojowej Nagrody Nobla (zm. 2023)
  - Paul Breza, amerykański duchowny katolicki, działacz kaszubski (zm. 2025)
  - Viktor Gjika, albański reżyser, scenarzysta i operator filmowy (zm. 2009)
- 1938:
  - Juryj Chadyka, białoruski polityk opozycyjny (zm. 2016)
  - Alan Vega, amerykański piosenkarz (zm. 2016)
  - James Wedderburn, barbadoski lekkoatleta, sprinter
- 1939:
  - Antoni Łaciak, polski skoczek narciarski (zm. 1989)
  - Norbert Pogrzeba, polski piłkarz
- 1940:
  - John Balfanz, amerykański skoczek narciarski (zm. 1991)
  - Adam Faith, brytyjski piosenkarz, aktor (zm. 2003)
  - Derry Irvine, brytyjski arystokrata, prawnik, polityk
  - Wilma Rudolph, amerykańska lekkoatletka, sprinterka (zm. 1994)
  - Stuart Sutcliffe, brytyjski malarz, pierwszy basista zespołu The Beatles (zm. 1962)
  - Jan Turski, polski polityk, dyplomata, kierownik Urzędu do spraw Kombatantów i Osób Represjonowanych (zm. 2016)
- 1941:
  - Robert Hunter, amerykański poeta, piosenkarz (zm. 2019)
  - Keith Newton, angielski piłkarz (zm. 1998)
  - Tatjana Rodionowa, rosyjska siatkarka
  - January Zaradny, polski gitarzysta, klawiszowiec, kompozytor
- 1942:
  - Zenon Poznański, polski generał brygady
  - Martin Rees, brytyjski astronom, kosmolog
  - Hannes Wader, niemiecki gitarzysta, piosenkarz, autor piosenek
  - Jan Waliszkiewicz, polski generał brygady pilot
- 1943:
  - Ewa Decówna, polska aktorka
  - James Levine, amerykański pianista, dyrygent (zm. 2021)
- 1944:
  - Clive Barker, południowoafrykański piłkarz, trener
  - Henri Weber, francuski filozof, polityk, eurodeputowany pochodzenia żydowskiego (zm. 2020)
- 1945:
  - Gérard Fenouil, francuski lekkoatleta, sprinter (zm. 2023)
  - John Garang, sudański dowódca wojskowy, polityk, wiceprezydent Sudanu, prezydent Autonomicznego Regionu Sudanu Południowego (zm. 2005)
  - Kim Småge, norweska pisarka, dziennikarka
- 1946:
  - Jerzy Grałek, polski aktor, lektor (zm. 2016)
  - Salvatore Gristina, włoski duchowny katolicki, arcybiskup Katanii
  - Svein Thøgersen, norweski wioślarz
- 1947:
  - Bryan Brown, australijski aktor
  - Jan Oberbek, polski gitarzysta klasyczny, pedagog
  - Cewi Rosen, izraelski piłkarz, trener
  - Jacek Strama, polski aktor, producent filmowy, dyrektor teatru
  - Ed Werenich, kanadyjski curler
- 1948:
  - Nigel Osborne, brytyjski kompozytor
  - Guido Sacconi, włoski związkowiec, polityk, eurodeputowany (zm. 2023)
  - Benny Södergren, szwedzki biegacz narciarski
  - Clarence Thomas, amerykański prawnik, sędzia Sądu Najwyższego
- 1949 – Bolesław Czaiński, polski hokeista na trawie
- 1950:
  - Dave Butz, amerykański futbolista (zm. 2022)
  - Antônio Manfrini Neto, brazylijski piłkarz
  - Orani João Tempesta, brazylijski duchowny katolicki, arcybiskup Rio de Janeiro
- 1951:
  - Ylljet Aliçka, albański pisarz, scenarzysta filmowy, dyplomata
  - Piotr Kowalski, polski malarz, pedagog
  - Jim Metzler, amerykański aktor
  - Michèle Mouton, francuska kierowca rajdowa
  - Anna Šabatová, czeska dysydentka, działaczka na rzecz praw człowieka
- 1952:
  - Paweł Bukowski, polski poeta
  - Robert D. Kaplan, amerykański dziennikarz, reporter wojenny, pisarz, analityk polityczny pochodzenia żydowskiego
- 1953:
  - Filbert Bayi, tanzański lekkoatleta, średnio- i długodystansowiec
  - Russell Mulcahy, australijski reżyser filmowy
  - Armen Sarkisjan, ormiański polityk, prezydent Armenii
- 1954 – Anke Borchmann, niemiecka wioślarka
- 1955:
  - Glenn Danzig, amerykański wokalista, członek zespołów: The Misfits i Danzig
  - Jean Tigana, francuski piłkarz, trener pochodzenia malijskiego
- 1956:
  - Stefan Genow, bułgarski trener piłkarski
  - Randy Jackson, amerykański gitarzysta basowy, piosenkarz, producent muzyczny
  - György Kenéz, węgierski piłkarz wodny
  - Carlo Maria Redaelli, włoski duchowny katolicki, arcybiskup Gorycji
  - Șerban-Constantin Valeca, rumuński inżynier nuklearny, nauczyciel akademicki, polityk, minister badań naukowych i innowacji (zm. 2022)
- 1957:
  - Jean-François Domergue, francuski piłkarz
  - Cresent Hardy, amerykański polityk
  - Charly In-Albon, francuski piłkarz
  - Jean-Luc Laurent, francuski inżynier górnictwa, samorządowiec, polityk, mer Le Kremlin-Bicêtre (zm. 2024)
  - Frances McDormand, amerykańska aktorka
- 1958:
  - Richard Descoings, francuski pedagog, urzędnik państwowy (zm. 2012)
  - Pietro Fanna, włoski piłkarz
  - Elvis Gordon, brytyjski judoka (zm. 2011)
  - Roman Rewakowicz, polski kompozytor, dyrygent
- 1959:
  - Anna Ekström, szwedzka polityk
  - Ryszard Kaczmarek, polski historyk
  - Eugeniusz Stanisławek, polski karateka, sędzia, trener, działacz sportowy
  - Michel Trollé, francuski kierowca wyścigowy
- 1960:
  - Witold Chomiński, polski montażysta filmowy
  - Jolanta Modlińska, polska wioślarka
  - Wanda Piątkowska-Kiestrzyn, polska wioślarka
  - Sławomir Rybicki, polski prawnik, polityk, poseł na Sejm RP
  - Graziella Santini, sanmaryńska lekkoatletka, skoczkini w dal
  - Fadil Vokrri, kosowski piłkarz (zm. 2018)
- 1961:
  - Andrea Borella, włoski florecista
  - David Leavitt, amerykański pisarz
  - Rumen Petkow, bułgarski polityk
  - Suba, serbski muzyk, kompozytor, producent muzyczny (zm. 1999)
- 1962:
  - Chuck Billy, amerykański wokalista, autor tekstów, członek zespołu Testament
  - Andrej Šeban, słowacki muzyk jazzowy, producent muzyczny
  - Michael Thompson, brytyjski karateka
  - Billy Wirth, amerykański aktor, producent filmowy pochodzenia żydowskiego
  - Kevin Yagher, amerykański specjalista od technicznych efektów specjalnych, scenarzysta, reżyser
- 1963:
  - Astrid Carolina Herrera Irrazábal, wenezuelska aktorka, zdobywczyni tytułu Miss World
  - Luciano Russo, włoski duchowny katolicki, nuncjusz apostolski
- 1964:
  - Kenji Honnami, japoński piłkarz
  - Piotr Kępiński, polski poeta, krytyk literacki
  - Juan Ignacio Martínez, hiszpański piłkarz, trener
  - Nick Menza, amerykański perkusista, członek zespołu Megadeth (zm. 2016)
  - Brygida Turowska, polska aktorka
  - Joss Whedon, amerykański aktor, reżyser filmowy
- 1965:
  - Paul Arthurs, brytyjski muzyk, członek zespołu Oasis
  - Roy Knickman, amerykański kolarz szosowy i przełajowy
  - Mohammad Szahmiri, irański sędzia siatkarski
- 1966:
  - Oliver-Sven Buder, niemiecki lekkoatleta, kulomiot
  - Chantal Daucourt, szwajcarska kolarka górska i przełajowa
  - Wojciech Słupiński, polski aktor
- 1967:
  - Boris Aljinovic, niemiecki aktor pochodzenia chorwackiego
  - Ion Ieremciuc, rumuński zapaśnik
  - Juan José Rodríguez, kostarykański piłkarz
  - Ștefan Stoica, rumuński piłkarz, trener
  - Aleksandra Trybuś-Cieślar, polska nauczycielka, działaczka społeczna, posłanka na Sejm RP
- 1968:
  - Bogdan Kondracki, polski muzyk, kompozytor, wokalista, producent muzyczny, członek zespołów: Kobong, Neuma i Nyia
  - Jasen Petrow, bułgarski piłkarz, trener
  - Michael Sandstød, duński kolarz torowy i szosowy
  - Kent Steffes, amerykański siatkarz plażowy
  - Gordan Vidović, belgijski piłkarz pochodzenia bośniackiego
- 1969:
  - John Benton, amerykański curler
  - Martin Klebba, amerykański aktor, kaskader
  - Paweł Kleszcz, polski aktor
  - Zenon Martyniuk, polski wokalista, muzyk, członek zespołu Akcent
  - David Ondříček, czeski reżyser, scenarzysta i producent filmowy
  - Noa, izraelska piosenkarka
  - Fernanda Ribeiro, portugalska lekkoatletka, biegaczka długodystansowa
- 1970:
  - Acie Earl, amerykański koszykarz
  - Christian Meier, peruwiański aktor, piosenkarz pochodzenia niemieckiego
  - Mark’Oh, niemiecki didżej i producent muzyki elektronicznej
  - Antoni (Pantelić), serbski biskup prawosławny, biskup morawicki (zm. 2024)
  - Yann Tiersen, francuski kompozytor, muzyk-minimalista
  - Marek Ziętara, polski hokeista, trener
- 1971:
  - Witalij Hołod, ukraiński szachista, trener
  - Gabriela Kurylewicz, polska filozof, poetka, tłumaczka, kompozytorka
  - Andreja Potisk, słoweńska narciarka alpejska
  - Félix Potvin, kanadyjski hokeista, bramkarz
  - Enrique Romero, hiszpański piłkarz
- 1972:
  - Selma Blair, amerykańska aktorka
  - Maria Grozdewa, bułgarska strzelczyni sportowa
  - Yuval Hamebulbal, izraelski komik, artysta estradowy, aktor[6]
  - Jacek Komuda, polski pisarz
  - Tomasz Konina, polski reżyser operowy i teatralny, scenograf (zm. 2017)
  - Joseph McNaull, amerykańsko-polski koszykarz
  - Zinédine Zidane, francuski piłkarz, trener pochodzenia algierskiego
- 1973:
  - Gunn Margit Andreassen, norweska biathlonistka
  - Głorija, bułgarska piosenkarka
  - André Lange, niemiecki bobsleista
  - Aminiasi Naituyaga, fidżyjski rugbysta (zm. 2002)
- 1974:
  - Chris Bradford, brytyjski pisarz
  - Joel Edgerton, australijski aktor
  - Elena Keldibekova, peruwiańska siatkarka
  - Paweł Kryszałowicz, polski piłkarz
  - Sinan Şamil Sam, turecki bokser (zm. 2015)
- 1975:
  - Irini Mitropulu, grecka koszykarka
  - Alisa Burras, amerykańska koszykarka
  - Jane Jamieson, australijska lekkoatletka, wieloboistka
  - Lotte Kiærskou, duńska piłkarka ręczna
  - Tetiana Łysenko, ukraińska gimnastyczka
  - Maciej Stuhr, polski aktor, kabareciarz
  - KT Tunstall, szkocka wokalistka, kompozytorka
  - Chris Witty, amerykańska łyżwiarka szybka, kolarka torowa
  - Sibusiso Zuma, południowoafrykański piłkarz
  - Markus Zusak, australijsko-niemiecki pisarz
- 1976:
  - Claudiu Niculescu, rumuński piłkarz, trener
  - Paola Suárez, argentyńska tenisistka
  - Emmanuelle Vaugier, kanadyjska aktorka, modelka
  - Patrick Vieira, francuski piłkarz
- 1977:
  - Miguel Ángel Angulo, hiszpański piłkarz
  - Hayden Foxe, australijski piłkarz
  - Jason Mraz, amerykański wokalista, autor tekstów
  - Ji Wallace, australijski gimnastyk
- 1978:
  - Memphis Bleek, amerykański raper
  - Frédéric Leclercq, francuski muzyk, kompozytor, multiinstrumentalista, członek zespołu DragonForce
- 1979:
  - Marilyn Agliotti, holenderska hokeistka na trawie pochodzenia południowoafrykańskiego
  - Brian Badza, zimbabwejski piłkarz
  - Luise Bähr, niemiecka aktorka
  - Elia Luini, włoski wioślarz
  - Matej Miljatovič, słoweński piłkarz
  - Terra Naomi, amerykańska piosenkarka
  - Kamil Wasicki, polski poeta, kompozytor, wokalista, producent muzyczny
- 1980:
  - David Andersen, australijski koszykarz
  - Manus Boonjumnong, tajski bokser
  - Erick Elías, meksykański aktor, piosenkarz, model
  - Marissa Gould, amerykańska tenisistka
  - Spirydon (Romanow), rosyjski biskup prawosławny
  - Jovan Markoski, serbski piłkarz pochodzenia macedońskiego
  - Tony Mårtensson, szwedzki hokeista
  - Daniel Örlund, szwedzki piłkarz, bramkarz
  - Mikołaj Pawlak, polski prawnik, adwokat, urzędnik państwowy, rzecznik praw dziecka
  - Melissa Rauch, amerykańska aktorka
  - Steve Sandvoss, amerykański aktor
  - Francesca Schiavone, włoska tenisistka
  - Theresa Wayman, amerykańska piosenkarka, gitarzystka, autorka tekstów, aktorka
- 1981:
  - Antony Costa, brytyjski wokalista, aktor pochodzenia cypryjsko-żydowskiego, członek boysbandu Blue
  - Nora Fiechter, szwajcarska wioślarka
  - Muhammad Hubajl, bahrajński piłkarz
  - Giulio Migliaccio, włoski piłkarz
  - Nikodem Rachoń, polski filozof, wiceminister
  - Ibrahim Tall, senegalski piłkarz
  - Nikola Vujović, czarnogórski piłkarz
  - Katia Zini, włoska łyżwiarska szybka, specjalistka short tracku
- 1982:
  - Sam Ellis, brytyjski lekkoatleta, średniodystansowiec
  - Marcos Galvão, brazylijski zawodnik MMA
  - Martin Rolinski, szwedzki piosenkarz pochodzenia polskiego
  - Nicola Sanders, brytyjska lekkoatletka, sprinterka
- 1983:
  - Janis Christu, grecki wioślarz
  - Miles Fisher, amerykański aktor
  - Roman Mieloszyn, kazachski zapaśnik
  - Brandi Rhodes,amerykańska wrestlerka, konferansjerka ringowa, modelka, łyżwiarka figurowa, reporterka.
  - José Rojas, chilijski piłkarz
- 1984:
  - Akgul Amanmuradova, uzbecka tenisistka
  - Iulia Dubina, gruzińska lekkoatletka, trójskoczkini
  - Duffy, walijska piosenkarka
  - Du Jing, chińska badmintonistka
  - Manuel Iturra, chilijski piłkarz
  - Takeshi Matsuda, japoński pływak
  - Anastazja Radina, ukraińska polityczka
  - Matthew Ryan, australijski wioślarz
  - Levern Spencer, lekkoatletka z Saint Lucia, skoczkini wzwyż
  - Dika Toua, papuańska sztangistka
  - Imke Wedekind, niemiecka siatkarka
- 1985:
  - Daniel Galant, polski hokeista
  - Morten Jørgensen, duński wioślarz
- 1986:
  - Patrik Hersley, szwedzki hokeista
  - Marti Malloy, amerykańska judoczka
  - Luis Manuel Seijas, wenezuelski piłkarz
- 1987:
  - Nando De Colo, francuski koszykarz
  - Alessia Filippi, włoska pływaczka
  - Damian Kulig, polski koszykarz
  - Davide Saitta, włoski siatkarz
  - Christopher Wesley, niemiecki hokeista na trawie
- 1988:
  - Justin Darlington, kanadyjski koszykarz, dunker pochodzenia jamajskiego
  - Chellsie Memmel, amerykańska gimnastyczka
  - Natalia Sroka, polska siatkarka
  - Alaksandra Tarasawa, białoruska koszykarka
- 1989:
  - Narcisse Bambara, burkiński piłkarz
  - Allie Bertram, kanadyjska aktorka
  - Lisa Carrington, nowozelandzka kajakarka
  - Alice Hunter, brytyjska aktorka
  - Aleksandra Krzos, polska siatkarka
  - Kristoffer Nordfeldt, szwedzki piłkarz, bramkarz
  - Josh Parker, amerykański koszykarz
  - Louis Rossi, francuski motocyklista wyścigowy
- 1990:
  - Vasek Pospisil, kanadyjski tenisista pochodzenia czeskiego
  - Adolphe Teikeu, kameruński piłkarz
- 1991:
  - Ryōhei Arai, japoński lekkoatleta, oszczepnik
  - Kaj í Bartalsstovu, farerski piłkarz
  - Shirley Ferrer, portorykańska siatkarka
  - Félicia Menara, francuska siatkarka
  - Fran Vélez, hiszpański piłkarz
- 1992:
  - Louisa Connolly-Burnham, brytyjska aktorka
  - Kate Melton, amerykańska aktorka
  - Nampalys Mendy, francuski piłkarz pochodzenia senegalskiego
  - Bridget Sloan, amerykańska gimnastyczka
  - Njambajaryn Tögscogt, mongolski bokser
- 1993:
  - Ulises Segura, kostarykański piłkarz
  - Marlon Sequén, gwatemalski piłkarz
  - Irene Siragusa, włoska lekkoatletka, sprinterka
  - Elizabeth Williams, amerykańska koszykarka pochodzenia nigeryjskiego
- 1994:
  - Moisés Gómez, hiszpański piłkarz
  - Roger Martínez, kolumbijski piłkarz
  - Filip Struski, polski koszykarz
  - Małgorzata Zuchora, polska koszykarka
- 1995:
  - David Antón Guijarro, hiszpański szachista
  - Hao Yun, chiński pływak
  - Danna Paola, meksykańska aktorka, piosenkarka, modelka
  - Paweł Przedpełski, polski żużlowiec
  - Sabri, indonezyjski wspinacz sportowy
  - Braxton Stone, kanadyjska zapaśniczka
  - John Swift, angielski piłkarz
  - Kristopher Vida, węgierski piłkarz
- 1996:
  - Filip Bainović, serbski piłkarz
  - Erik Expósito, hiszpański piłkarz
  - Giulia Gennari, włoska siatkarka
  - Stefan Milošević, czarnogórski piłkarz
  - Getsel Montes, honduraski piłkarz
- 1997:
  - Chen Qingchen, chińska badmintonistka
  - Roberti Dingaszwili, gruziński zapaśnik
  - Bożidar Kraew, bułgarski piłkarz
  - Nouhou Tolo, kameruński piłkarz
- 1998:
  - Josip Brekalo, chorwacki piłkarz
  - Robert Chmiel, polski żużlowiec
  - Chrystyna-Zoriana Demko, ukraińska zapaśniczka
  - Patryk Kaczmarczyk, polski zawodnik MMA
- 1999:
  - Łukasz Kuczyński, polski łyżwiarz szybki
  - Saben Lee, amerykański koszykarz
  - Hubert Miłkowski, polski aktor
  - Piotr Rybski, polski piłkarz ręczny
- 2000:
  - Lia Apostolovski, słoweńska lekkoatletka, skoczkini wzwyż
  - Ibrahim Kane, malijski piłkarz
  - Philipp Raimund, niemiecki skoczek narciarski
  - John Yeboah, ekwadorski piłkarz pochodzenia ghańskiego
- 2002 – Fodé Camara, gwinejski piłkarz
- 2004 – Aleksandra Ignatowa, rosyjska łyżwiarka figurowa
- 2007 – Alina Korniejewa, rosyjska tenisistka
- 2008 – Lilliana Ketchman, amerykańska tancerka, modelka, youtuberka

## Zmarli
- 79 – Wespazjan, cesarz rzymski (ur. 9)
- 1018 – Henryk I Mocny, margrabia Marchii Austriackiej (ur. ok. 980)
- 1222 – Konstancja Aragońska, królowa węgierska, królowa i cesarzowa rzymsko-niemiecka (ur. 1179)
- 1262 – Siemowit I, książę czerski i mazowiecki (ur. ok. 1215)
- 1265 – Anna Przemyślidka, królewna czeska, księżna śląska (ur. ok. 1201)
- 1290 – Henryk IV Probus, książę wrocławski i krakowski (ur. 1257/58)
- 1341 – Giacomo Caetani Stefaneschi, włoski kardynał (ur. ?)
- 1349 – Otton, niemiecki duchowny katolicki, biskup chełmiński (ur. ?)
- 1356 – Małgorzata II, hrabina Hainaut oraz Holandii i Zelandii (ur. 1311)
- 1514 – Henryk I Starszy, książę Brunszwiku-Wolfenbüttel (ur. 1463)
- 1530 – Mikołaj Trebnic, polski szlachcic, polityk (ur. ?)
- 1537 – Pedro de Mendoza, hiszpański konkwistador (ur. ok. 1487)
- 1555 – Pedro Mascarenhas, portugalski żeglarz, odkrywca, dyplomata (ur. ok. 1484)
- 1565 – Turgut, turecki korsarz, admirał (ur. ok. 1485)
- 1576 – Levina Teerlinc, flamandzka miniaturzystka (ur. ?)
- 1585 – Martin Gerstmann, niemiecki duchowny katolicki, biskup wrocławski, starosta generalny Śląska (ur. 1527)
- 1587 – Sumitada Ōmura, japoński daimyō (ur. 1533)
- 1608 – Tomasz Garnet, angielski jezuita, męczennik, święty (ur. ok. 1574)
- 1611 – Krystian II Wettyn, książę elektor Saksonii (ur. 1583)
- 1617 – Giovanni Botero, włoski historyk, pisarz polityczny (ur. 1544)
- 1649 – Antoni Jan Tyszkiewicz, polski szlachcic, polityk, marszałek Trybunału Głównego Wielkiego Księstwa Litewskiego (ur. 1609)
- 1653 – Pachomiusz Woyna-Orański, polski duchowny greckokatolicki, bazylianin, archimandryta żydyczyński i kobryński, pisarz polemiczny (ur. ?)
- 1662 – Zheng Chenggong, chiński dowódca wojskowy (ur. 1624)
- 1677 – Wilhelm Ludwik, książę Wirtembergii (ur. 1647)
- 1678 – Andrzej Kazimierz Zawisza, polski szlachcic, polityk, pisarz wielki litewski, starosta (ur. ?)
- 1707 – John Mill, angielski teolog protestancki, biblista (ur. ok. 1645)
- 1744 – Bogusław Korwin Gosiewski, polski duchowny katolicki, biskup smoleński, pisarz wielki litewski, kantor i kustosz katedralny wileński (ur. 1660)
- 1750 – Franciszek Węgliński, polski szlachcic, polityk (ur. ok. 1680)
- 1770 – Mark Akenside, brytyjski poeta, lekarz (ur. 1721)
- 1779 – Mikael Syul, etiopski polityk (ur. 1691)
- 1806 – Mathurin Jacques Brisson, francuski zoolog, filozof (ur. 1723)
- 1811 – Nicolau Tolentino de Almeida, portugalski poeta, satyryk (ur. 1740)
- 1821 – Ludwika Maria Adelajda Burbon, francuska arystokratka (ur. 1753)
- 1828 – John Campbell, amerykański prawnik, polityk (ur. 1765)
- 1836 – James Mill, szkocki filozof, historyk, ekonomista, polityk (ur. 1773)
- 1839:
  - Giuseppe Antonio Sala, włoski kardynał (ur. 1762)
  - Hester Stanhope, brytyjska podróżniczka, podróżniczka (ur. 1776)
- 1847 – Charles Acton, brytyjski kardynał (ur. 1803)
- 1848 – Maria Leopoldyna Habsburg-Este, elektorowa Bawarii i Palatynatu (ur. 1776)
- 1852 – Karł Briułłow, rosyjski malarz (ur. 1799)
- 1859 – Maria Romanowa, wielka księżna Rosji i Sachsen-Weimar-Eisenach (ur. 1786)
- 1861 – Leandro Valle Martínez, meksykański wojskowy, polityk (ur. 1833)
- 1867 – Armand Trousseau, francuski pediatra (ur. 1801)
- 1881 – Matthias Jacob Schleiden, niemiecki botanik, antropolog, wykładowca akademicki (ur. 1804)
- 1891:
  - Norman Robert Pogson, brytyjski astronom (ur. 1829)
  - Wilhelm Weber, niemiecki fizyk, wykładowca akademicki (ur. 1804)
- 1892 – Wiktor Syczugow, rosyjski architekt (ur. 1837)
- 1893:
  - William Fox, nowozelandzki polityk, premier Nowej Zelandii (ur. 1812)
  - Józef Michalski, polski duchowny katolicki, prozaik, poeta (ur. 1834)
- 1894 – Władysław Czartoryski, polski książę, działacz niepodległościowy i kulturalny, polityk emigracyjny (ur. 1828)
- 1905 – William Thomas Blanford, brytyjski przyrodnik, zoolog, geolog (ur. 1832)
- 1906 – Emil Byk, polski prawnik, działacz społeczny, polityk pochodzenia żydowskiego (ur. 1845)
- 1907:
  - Emanuel Mendel, niemiecki neurolog, psychiatra, wykładowca akademicki, polityk pochodzenia żydowskiego (ur. 1839)
  - Hod Stuart, kanadyjski hokeista (ur. 1879)
- 1908:
  - Doppo Kunikida, japoński poeta, nowelista (ur. 1871)
  - Godzimir Małachowski, polski prawnik, polityk, prezydent Lwowa (ur. 1852)
- 1910:
  - Ernst von Döring, niemiecki prawnik, urzędnik administracyjny (ur. 1858)
  - Karol Alfred Pace, polski malarz (ur. 1843)
- 1911:
  - Heinrich Hofmann, niemiecki malarz, ilustrator (ur. 1824)
  - Hanshi Takeda, japoński mnich zen szkoły sōtō, misjonarz w Korei (ur. 1863)
- 1913:
  - Jonathan Hutchinson, brytyjski chirurg, okulista, dermatolog, wenerolog, patolog (ur. 1828)
  - Antoni Sikorski, polski pediatra (ur. 1834)
- 1916 – Justin Foxton, australijski prawnik, wojskowy, polityk (ur. 1849)
- 1917 – James Conlin, angielski piłkarz (ur. 1881)
- 1918 – Anastazy (Aleksandrow), rosyjski biskup prawosławny, profesor filologii słowiańskiej (ur. 1861)
- 1919:
  - Luigi Luciani, włoski fizjolog, wykładowca akademicki (ur. 1840)
  - Juliusz Ostoja-Zagórski, pojski major kawalerii Legionów Polskich (ur. 1878)
- 1920 – Aleksandr Czerwien-Wodali, rosyjski polityk (ur. 1872)
- 1922:
  - Władimir Dudykiewicz, rusiński polityk (ur. 1861)
  - Wu Tingfang, chiński polityk, dyplomata (ur. 1842)
- 1923:
  - Antoni Abraham, kaszubski działacz społeczny, pisarz ludowy (ur. 1869)
  - Frederic Bell-Smith, kanadyjski malarz, rysownik pochodzenia brytyjskiego (ur. 1846)
- 1924:
  - Eugenio Giraldoni, włoski śpiewak operowy (baryton) (ur. 1871)
  - Cecil Sharp, brytyjski etnograf, pedagog muzyczny (ur. 1859)
- 1925 – Czesław Wądolny, polski duchowny katolicki  (ur. 1859)
- 1927:
  - Władysław Ekielski, polski architekt, przedsiębiorca budowlany, wydawca, pedagog (ur. 1855)
  - Marija Zacharczenko-Szulc, rosyjska wojskowa, emigracyjna działaczka antysowiecka, terrorystka (ur. 1893)
- 1928 – Iwan Sziszmanow, bułgarski historyk i krytyk literatury, etnograf, folklorysta, wykładowca akademicki (ur. 1862)
- 1931 – Edward Kiliński, polski geolog (ur. 1899)
- 1933 – Albert Champoudry, francuski lekkoatleta, długodystansowiec (ur. 1880)
- 1935 – Fritz Geiges, niemiecki malarz (ur. 1853)
- 1936 – Paweł Popiel, polski ziemianin, hipolog, pisarz (ur. 1870)
- 1938:
  - Cecilia Bowes-Lyon, członkini brytyjskiej rodziny królewskiej (ur. 1862)
  - Mitrofan (Rusinow), rosyjski biskup prawosławny (ur. 1881)
- 1939 – Antoni Szyndel, polski leśniczy, porucznik w powstaniu styczniowym (ur. 1839)
- 1940 – Robert Nitschmann, polski duchowny luterański, konsenior diecezji warszawskiej Kościoła Ewangelicko-Augsburskiego w Polsce (ur. 1892)
- 1941:
  - Elliott Dexter, amerykański aktor (ur. 1870)
  - Nándor Filarszky, węgierski botanik, wykładowca akademicki (ur. 1858)
  - Meletijs Kaļistratovs, łotewski nauczyciel, dziennikarz, samorządowiec, polityk pochodzenia rosyjskiego (ur. 1896)
- 1942:
  - Marian Marciniak, polski działacz konspiracyji antyhitlerowskiej (ur. 1896)
  - Alois Vašátko, czeski pilot wojskowy, as myśliwski (ur. 1908)
- 1943:
  - Emil Breiter, polski prawnik, adwokat, krytyk literacki i teatralny pochodzenia żydowskiego (ur. 1886)
  - Ryszard Danielczyk, polski duchowny luterański, redaktor, działacz narodowy na Górnym Śląsku (ur. 1904)
- 1944:
  - Florian Adrian, polski kapitan pilot, cichociemny, żołnierz AK (ur. 1913)
  - Aleksander Chudek, polski chorąży pilot, as myśliwski (ur. 1914)
  - Eduard Dietl, niemiecki generał pułkownik (ur. 1890)
  - Eugeniusz Gulczyński, polski historyk, żołnierz AK (ur. 1903)
  - Anna Nikandrowa, radziecka starszy porucznik (ur. 1921)
  - Richard Niineste, estoński porucznik (ur. 1907)
  - Paul Schiemann, łotewski polityk, działacz mniejszości niemieckiej (zm. 1876)
- 1945:
  - Maria Raffaella Cimatti, włoska zakonnica, błogosławiona (ur. 1861)
  - Wasilij Miedwiedski, radziecki funkcjonariusz służb specjalnych (ur. 1896)
  - James G. Scrugham, amerykański polityk (ur. 1880)
- 1946 – Charles Oman, brytyjski historyk wojskowości (ur. 1860)
- 1947:
  - Hans Biebow, niemiecki funkcjonariusz i zbrodniarz nazistowski (ur. 1902)
  - Uładzimir Piczeta, białoruski historyk, archeolog, wykładowca akademicki (ur. 1878)
- 1949 – Henryk Dembiński, polski prawnik (ur. 1900)
- 1950 – Władimir Krejter, rosyjski generał major (ur. 1890)
- 1951:
  - Victor Johnson, brytyjski kolarz torowy (ur. 1883)
  - Rafael Llopart, hiszpański działacz piłkarski (ur. 1875)
- 1952 – László Berti, węgierski szablista, florecista (ur. 1875)
- 1953 – Albert Gleizes, francuski malarz, teoretyk sztuki (ur. 1881)
- 1954 – Václav Girsa, czeski lekarz, polityk, dyplomata (ur. 1875)
- 1955 – František Janda-Suk, czeski lekkoatleta, dyskobol (ur. 1878)
- 1956 – Reinhold Glière, rosyjski i ukraiński kompozytor pochodzenia polsko-niemieckiego (ur. 1875)
- 1957:
  - Ignacy Afram I Barsoum, iracki duchowny Syryjskiego Kościoła Ortodoksyjnego, syryjsko-prawosławny patriarcha Antiochii (ur. 1887)
  - Czesław Klarner, polski technolog, polityk, minister skarbu (ur. 1872)
- 1959:
  - Maria Gorczyńska, polska aktorka (ur. 1899)
  - Boris Vian, francuski pisarz, poeta, tłumacz, muzyk, aktor, scenarzysta filmowy (ur. 1920)
- 1960 – Władysław Mikołajczak, Polski pułkownik piechoty (ur. 1894)
- 1961 – Richard Gunn, brytyjski bokser (ur. 1871)
- 1962 – Zofia Bilor, polska łyżwiarka figurowa (ur. 1895)
- 1963 – Krystyna Grzybowska, polska pisarka, dramatopisarka, autorka książek dla dzieci (ur. 1902)
- 1964 – Walter Rütt, niemiecki kolarz torowy (ur. 1883)
- 1965:
  - Mary Boland, amerykańska aktorka (ur. 1880)
  - Carlo Carcano, włoski piłkarz, trener (ur. 1891)
- 1967 – Franz Babinger, niemiecki historyk, orientalista (ur. 1891)
- 1968 – Stefan Gąsiewicz, polski pułkownik, geograf (ur. 1895)
- 1969:
  - Stanley Andrews, amerykański aktor (ur. 1891)
  - Volmari Iso-Hollo, fiński lekkoatleta, długodystansowiec (ur. 1907)
  - Henryk Świdziński, polski geolog, wykładowca akademicki (ur. 1905)
  - Bronisław Szwalm, polski działacz turystyczny, krajoznawca (ur. 1892)
- 1970:
  - Janina Morgensztern, polska historyk pochodzenia żydowskiego (ur. 1903)
  - Ewald Wiśniowski, polski piłkarz (ur. 1927)
- 1971 – Zenon Feliński, polski skrzypek, pedagog (ur. 1898)
- 1972:
  - Elton Britt, amerykański aktor, piosenkarz i gitarzysta country (ur. 1912)
  - Akaki Chorawa, gruziński aktor, reżyser teatralny (ur. 1895)
  - Zenon Kurpios, polski siatkarz, trener (ur. 1930)
- 1973 – Augustus Spijkerman, holenderski franciszkanin, biblista, archeolog, numizmatyk (ur. 1920)
- 1974:
  - Hadelin de Liedekerke Beaufort, francuski arystokrata, prezydent FIA (ur. 1887)
  - Helmut Otto, niemiecki lekarz, polityk nazistowski (ur. 1892)
- 1975:
  - Erna Auerbach, niemiecko-brytyjska malarka, historyk sztuki, wykładowczyni akademicka pochodzenia żydowskiego (ur. 1897)
  - Anna Cellari, polska aktorka (ur. 1935)
  - Adam Tarn, polski dramaturg, dziennikarz, tłumacz, dyrektor i kierownik artystyczny teatrów pochodzenia żydowskiego (ur. 1902)
- 1976:
  - William DeHart Hubbard, amerykański lekkoatleta, skoczek w dal (ur. 1903)
  - Tadeusz Piotrowski, polski malarz, grafik, ilustrator (ur. 1906)
- 1977:
  - Konstanty Kułagowski, polski podpułkownik kawalerii, działacz niepodległościowy (ur. 1898)
  - Gabriel Leńczyk, polski archeolog, muzealnik (ur. 1885)
- 1979:
  - Piotr Antropow, radziecki polityk (ur. 1905)
  - Jerzy Burski, polski polityk, poseł do KRN (ur. 1914)
  - Marcelle Louise Fernande Le Gal, francuska biolog (ur. 1895)
- 1980:
  - Sanjay Gandhi, indyjski polityk (ur. 1947)
  - John Laurie, szkocki aktor (ur. 1897)
  - Alberto Soria, peruwiański piłkarz (ur. 1906)
  - Clyfford Still, amerykański malarz (ur. 1904)
- 1981:
  - Zarah Leander, szwedzka aktorka, piosenkarka (ur. 1907)
  - Irena Szymańska, polska primabalerina, choreografka, pedagog (ur. 1899)
- 1982:
  - Marie Braun, holenderska pływaczka (ur. 1911)
  - Vincent Chin, Amerykanin pochodzenia chińskiego, ofiara pobicia ze skutkiem śmiertelnym (ur. 1955)
- 1983:
  - Osvaldo Dorticós Torrado, kubański polityk, prezydent Kuby (ur. 1919)
  - Mario Pio Gaspari, włoski duchowny katolicki, arcybiskup tytularny, nuncjusz apostolski (ur. 1918)
  - Giovanni Plazzer, włoski wioślarz (ur. 1909)
- 1984 – Horst Nemec, austriacki piłkarz (ur. 1939)
- 1985:
  - Bolesław Ałapin, polski psychiatra pochodzenia żydowskiego (ur. 1913)
  - Leonid Rumiancew, rosyjski piłkarz (ur. 1914)
- 1986:
  - Renato De Sanzuane, włoski piłkarz wodny (ur. 1925)
  - Wacław Makarczyk, polski socjolog, wykładowca akademicki (ur. 1928)
  - Jerzy Putrament, polski prozaik, poeta, publicysta, polityk, poseł na Sejm PRL, dyplomata (ur. 1910)
- 1987:
  - Maria Cambridge, brytyjska arystokratka (ur. 1897)
  - Jan de Looper, holenderski hokeista na trawie (ur. 1914)
- 1988:
  - Andrei Glanzmann, rumuński piłkarz pochodzenia niemieckiego (ur. 1907)
  - Jan Ignacy Wodyński, polski malarz, wykładowca akademicki (ur. 1903)
- 1989:
  - Michel Aflak, syryjski polityk, publicysta (ur. 1910)
  - Timothy Manning, amerykański duchowny katolicki, arcybiskup Los Angeles, kardynał (ur. 1909)
- 1990:
  - Galina Diemykina, rosyjska poetka, pisarka, scenarzystka filmów animowanych (ur. 1925)
  - Reinhold Olesch, niemiecki językoznawca, slawista, wykładowca akademicki (ur. 1910)
- 1991 – Józef Kubica, polski profesor nauk rolniczych (ur. 1906)
- 1992:
  - Adolf Forbert, polski operator filmowy (ur. 1911)
  - Egmont Zechlin, niemiecki historyk (ur. 1896)
- 1993 – Aleksi Inauri, radziecki generał pułkownik, polityk (ur. 1908)
- 1994:
  - Mathias Engel, niemiecki kolarz torowy (ur. 1905)
  - Antoni Sobik, polski szermierz, trener (ur. 1905)
- 1995:
  - Francesco Camusso, włoski kolarz szosowy (ur. 1908)
  - Jonas Salk, amerykański lekarz, biolog, odkrywca szczepionki przeciw polio (ur. 1914)
- 1996:
  - Pasqualino De Santis, włoski operator filmowy (ur. 1927)
  - Andreas Papandreu, grecki polityk, premier Grecji (ur. 1919)
- 1998:
  - Halina Micińska-Kenarowa, polska pisarka, pedagog (ur. 1915)
  - Maureen O’Sullivan, irlandzka aktorka (ur. 1911)
  - Bohdan Strumiński, polsko-ukraiński językoznawca, slawista, polonista (ur. 1930)
- 2000:
  - Ignacy Adamczewski, polski fizyk (ur. 1907)
  - Philippe Chatrier, francuski tenisista, działacz sportowy (ur. 1928)
  - Peter Dubovský, słowacki piłkarz (ur. 1972)
  - Bogdan Łyszkiewicz, polski muzyk, wokalista, kompozytor, autor tekstów, członek zespołu Chłopcy z Placu Broni (ur. 1964)
  - Jerónimo Podestá, argentyński duchowny katolicki, biskup Avellanedy (ur. 1920)
  - Anna Turowiczowa, polska tłumaczka literatury pięknej, literatury francuskojęzycznej (ur. 1916)
- 2001 – Pantelej Dimitrow, bułgarski piłkarz (ur. 1940)
- 2002 – Anna Górska, polska architekt (ur. 1914)
- 2003:
  - Sven Fahlman, szwedzki szpadzista, florecista (ur. 1914)
  - Ludomir Nitkowski, polski trener lekkoatletyki, działacz sportowy (ur. 1928)
  - Aleksandr Sidielnikow, rosyjski hokeista, bramkarz, trener (ur. 1950)
- 2005 – Nikołaj Afanasjewski, rosyjski dyplomata (ur. 1940)
- 2006 – Aaron Spelling, amerykański aktor, reżyser, scenarzysta i producent filmowy pochodzenia żydowskiego (ur. 1923)
- 2007 – Hans Sennholz, niemiecki ekonomista (ur. 1922)
- 2008:
  - Arthur Chung, gujański polityk, prezydent Gujany (ur. 1918)
  - Marian Glinka, polski aktor, kulturysta (ur. 1943)
  - Władysław Patycki, polski piłkarz, trener, polityk, poseł na Sejm PRL (ur. 1937)
  - Włado Taneski, macedoński dziennikarz, seryjny morderca (ur. 1952)
- 2009:
  - Hanne Hiob, niemiecka aktorka (ur. 1923)
  - Ed McMahon, amerykański komik, aktor, prezenter telewizyjny (ur. 1923)
- 2010:
  - Jörg Berger, niemiecki piłkarz, trener (ur. 1944)
  - Frank Giering, niemiecki aktor (ur. 1971)
  - Muhammad Mizali, tunezyjski pisarz, działacz sportowy, polityk, premier Tunezji (ur. 1925)
  - Władimir Sobolew, radziecki polityk, dyplomata (ur. 1924)
  - Peter Walker, brytyjski polityk (ur. 1932)
- 2011:
  - Władisław Aczałow, radziecki i rosyjski generał (ur. 1945)
  - Christiane Desroches-Noblecourt, francuska archeolog, egiptolog (ur. 1913)
  - Peter Falk, amerykański aktor pochodzenia żydowskiego (ur. 1927)
  - Ryszard Kulman, polski poeta, prozaik, krytyk literacki (ur. 1947)
  - Dennis Marshall, kostarykański piłkarz (ur. 1985)
  - Attilio Ruffini, włoski prawnik, polityk (ur. 1924)
- 2012:
  - Brigitte Engerer, francuska pianistka (ur. 1952)
  - Alan McDonald, północnoirlandzki piłkarz (ur. 1963)
  - Maria Joanna Radomska, polska zootechnik (ur. 1925)
  - Halina Włodarczyk, polska malarka (ur. 1913)
- 2013:
  - Bobby Blue Bland, amerykański wokalista bluesowy (ur. 1930)
  - Richard Matheson, amerykański pisarz, scenarzysta filmowy (ur. 1926)
  - Sharon Stouder, amerykańska pływaczka (ur. 1948)
  - Meamea Thomas, kiribatyjski sztangista (ur. 1987)
- 2014:
  - Małgorzata Braunek, polska aktorka, nauczycielka zen (ur. 1947)
  - Emil Kołodziej, polski prawnik, polityk, poseł na Sejm PRL, minister przemysłu spożywczego i skupu (ur. 1917)
  - Magnus Wassén, szwedzki żeglarz sportowy (ur. 1920)
- 2015:
  - Kim Commons, amerykański szachista (ur. 1951)
  - Marujita Díaz, hiszpańska aktorka (ur. 1932)
  - Matheus Josephus Lau, holenderski muzyk popowy, pisarz (ur. 1952)
  - Helmuth Lohner, austriacki aktor (ur. 1933)
  - Herbert Neder, niemiecki polityk (ur. 1939)
  - Magali Noël, francuska aktorka (ur. 1932)
  - Jacques Perrier, francuski koszykarz (ur. 1924)
  - Elżbieta Turnau, polska paleobotanik (ur. 1933)
  - Dick Van Patten, amerykański aktor pochodzenia holendersko-włoskiego (ur. 1928)
- 2016:
  - Jerzy Marian Pikul, polski prozaik, poeta (ur. 1946)
  - Grzegorz Spychalski, polski ekonomista, urzędnik państwowy (ur. 1960)
- 2017:
  - Tonny van der Linden, holenderski piłkarz (ur. 1932)
  - Jerzy Milewski, polski skrzypek (ur. 1946)
  - Stefano Rodotà, włoski prawnik, polityk (ur. 1933)
- 2018:
  - Roland Baar, niemiecki wioślarz (ur. 1965)
  - Alberto Fouillioux, chilijski piłkarz (ur. 1940)
  - Gazmend Sinani, kosowski koszykarz (ur. 1991)
  - Jan Żardecki, polski aktor (ur. 1922)
- 2019 – Fernando Roldán, chilijski piłkarz (ur. 1921)
- 2020:
  - Radosław Chałupniak, polski duchowny katolicki, teolog (ur. 1967)
  - Francisco Javier Prado Aránguiz, chilijski duchowny katolicki, biskup Rancagua (ur. 1929)
  - Lesław Skinder, polski dziennikarz sportowy (ur. 1932)
  - César Bosco Vivas Robelo, nikaraguański duchowny katolicki, biskup León en Nicaragua (ur. 1941)
- 2021:
  - Wojciech Karolak, polski muzyk, pianista i kompozytor jazzowy (ur. 1939)
  - Jackie Lane, brytyjska aktorka (ur. 1947)
  - John McAfee, amerykański informatyk, programista, przedsiębiorca (ur. 1945)
- 2022:
  - Stien Baas-Kaiser, holenderska łyżwiarka szybka (ur. 1938)
  - Rima Melati, indonezyjska aktorka, piosenkarka (ur. 1939)
  - Jurij Szatunow, rosyjski wokalista, członek zespołu Łaskowyj Maj (ur. 1973)
  - Krzysztof Wrocławski, polski historyk literatury, slawista folklorysta, kulturoznawca (ur. 1937)
- 2023:
  - Margia Dean, amerykańska aktorka (ur. 1922)
  - Frederic Forrest, amerykański aktor (ur. 1936)
  - Sheldon Harnick, amerykański pisarz, autor tekstów piosenek (ur. 1924)
  - Alfred Konieczny, polski historyk ustroju i prawa, wykładowca akademicki (ur. 1934)
  - Jolanta Saczko, polska biochemik, biolog molekularna, wykładowczyni akademicka (ur. ?)
  - Małgorzata Twaróg, polska koszykarka (ur. 1958)
- 2024:
  - Claude Buchon, francuski kolarz torowy i szosowy (ur. 1949)
  - Agim Doçi, albański poeta, autor tekstów piosenek (ur. 1948)
  - Hugo Villanueva, chilijski piłkarz (ur. 1939)
- 2025:
  - Kamal Hanna Bathish, palestyński duchowny katolicki, biskup pomocniczy Jerozolimy (ur. 1931)
  - Waldemar Koperkiewicz, polski muzyk, kompozytor, gitarzysta, kompozytor, pedagog muzyczny, działacz kulturalny (ur. ?)
  - Gérard Lefranc, francuski szpadzista (ur. 1935)
  - Lea Massari, włoska aktorka (ur. 1933)
  - Adam Medyński, polski szermierz, trener (ur. 1937)